# Alegeri legislative în Norvegia, 1882
Alegerile parlamentare au avut loc în Norvegia în anul 1882. La acea vreme, partidele politice nu fuseseră încă înființate oficial; cu toate acestea, două facțiuni politice principale se conturaseră deja. Una susținea menținerea uniunii cu Suedia și autoritatea regelui suedez, în timp ce cealaltă milita pentru reforme constituționale și democratice.
Primul partid politic oficial din Norvegia, Partidul Liberal (Venstre), a fost fondat în anul 1884, în contextul organizării următoarelor alegeri parlamentare. Această evoluție a permis consolidarea forțelor politice în cadrul Stortingului (Parlamentul Norvegiei), conducând în cele din urmă la formarea unui guvern sub conducerea lui Johan Sverdrup. La 26 iunie 1884, guvernul condus de Sverdrup a instituit principiul parlamentarismului, stabilind astfel fundamentul democrației parlamentare moderne în Norvegia.

## Rezultate
| Partide                                                                            | Locuri |
| ---------------------------------------------------------------------------------- | ------ |
| Politicieni independenți care s-au alaturat Partidului Liberal (Venstre) in 1884   | 83     |
| Politicieni independenți care s-au alaturat Partidului Conservator (Høire) in 1884 | 31     |
| Total                                                                              | 114    |